# Kloostermop

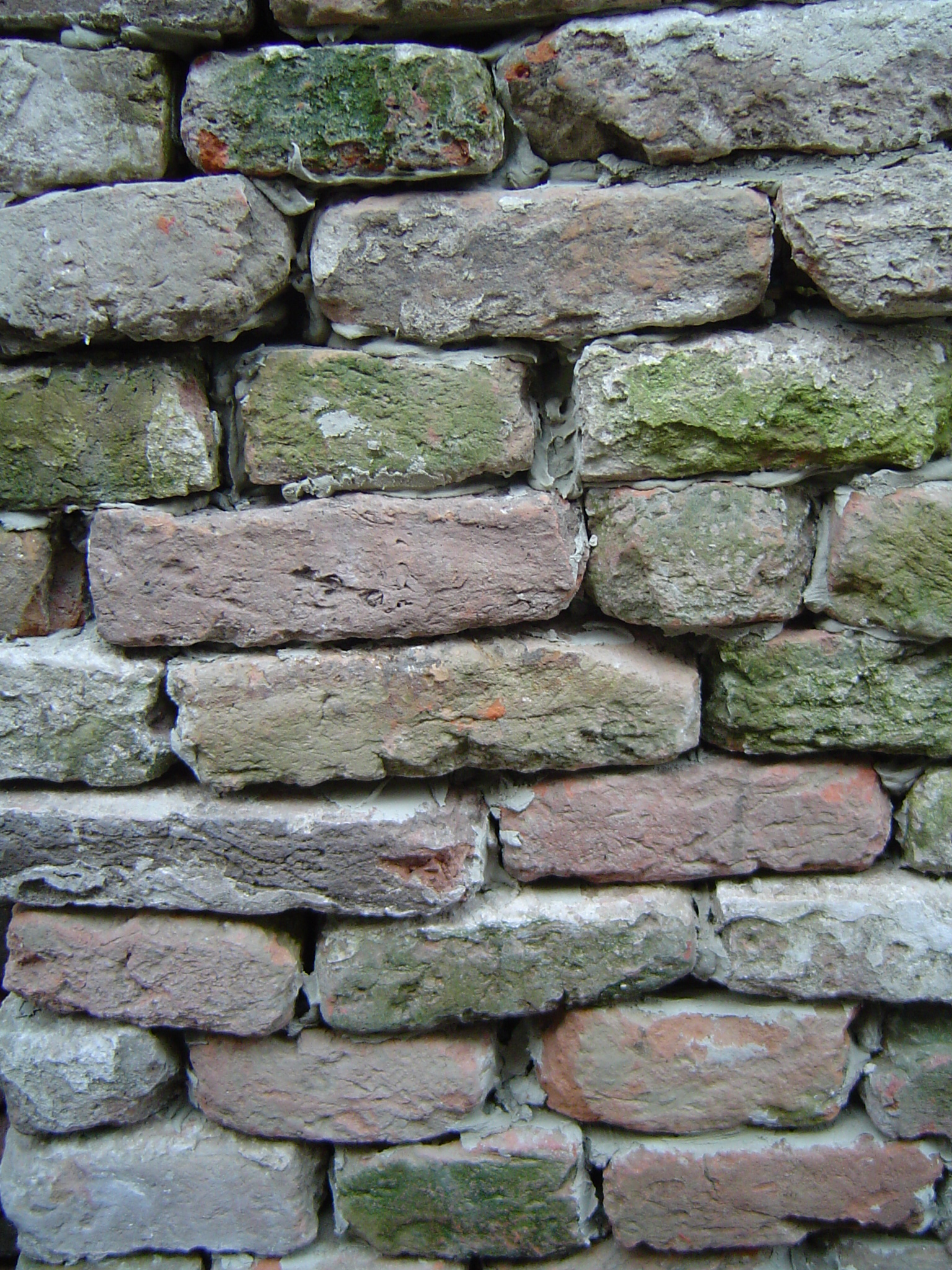
Kloostermoppen uit de 13de eeuw, afkomstig van de Tempelhof, Zaamslag

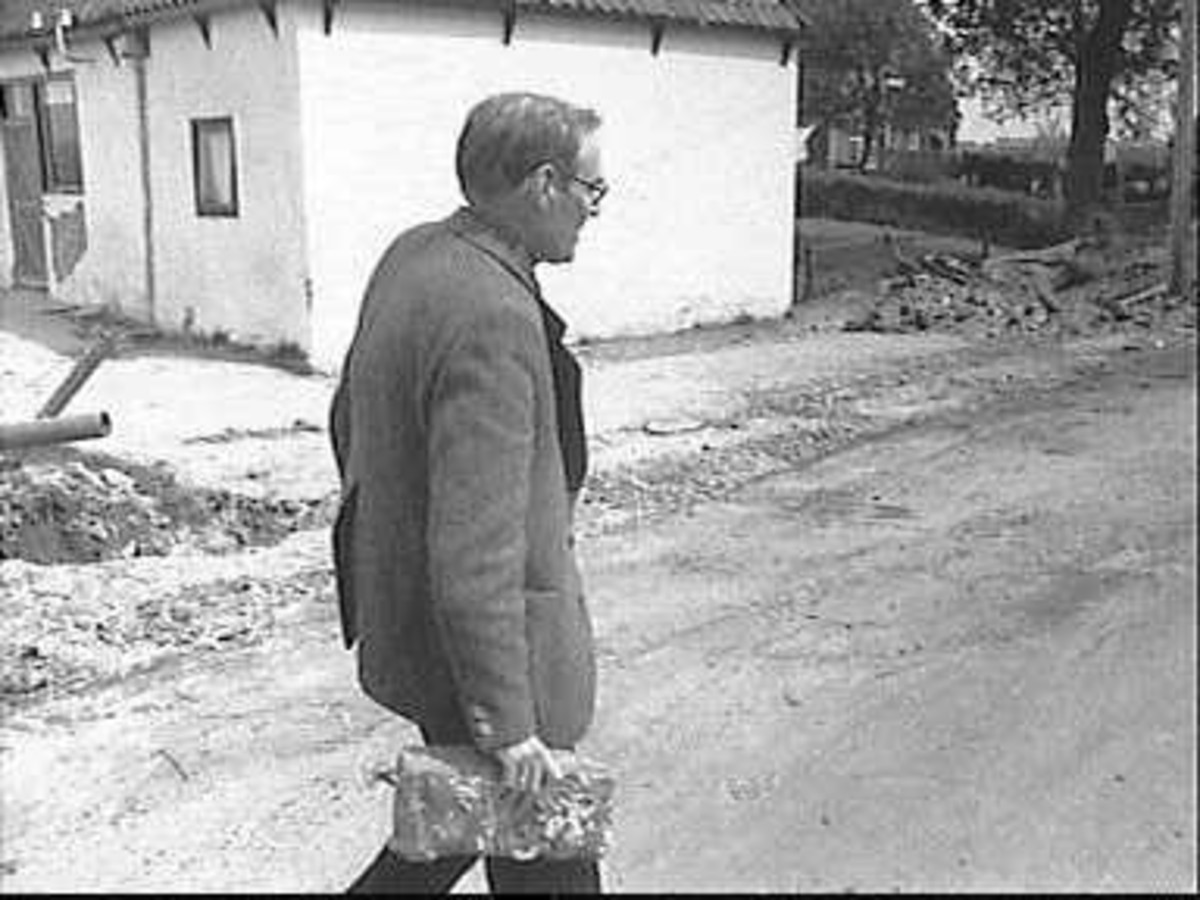
R Meischke verplaatst een kloostermop (Friesland, 1979)

Kloostermoppen, ook wel kloosterstenen of monniksstenen genoemd, zijn middeleeuwse bakstenen. Ze waren veel groter dan de huidige bakstenen en werden vooral gebruikt in kloosters, kerken en kastelen. Ofschoon het niet met zekerheid vastgesteld kan worden, is de heersende opvatting dat kloosterorden aan de bakermat van de baksteenfabricage stonden, hetgeen blijkt uit de naam. Echter, ook bakstenen die niet door monniken gebakken waren, werden in de volksmond zo genoemd. Sommige huizen werden ook uit kloostermoppen opgetrokken, maar, omdat deze erg duur waren, werden de huizen in die tijd meestal van hout gebouwd.

## Geschiedenis van kloostermoppen in Nederland
In het begin van de 5e eeuw verdwenen de Romeinen uit het latere Nederland en later ook uit België. De baksteennijverheid raakte in de vergetelheid. In de eeuwen hierna was er minder behoefte aan steen als bouwmateriaal en werd vooral gebruik gemaakt van hout, leem, riet en plaggen. In de loop van de Middeleeuwen ontstond meer behoefte aan hardere materialen. De voorheen uit het buitenland aangevoerde natuursteen kon niet meer aan de vraag voldoen. De Friese kloosterorden, die contact hadden met het verre Italië waar de baksteentechniek bewaard was gebleven, herintroduceerden de technologie begin 12e eeuw. De zeeklei die in Friesland gebruikt werd als grondstof, vereiste echter een ander bakprocedé. Naar waarschijnlijkheid hebben de Friese monniken dat procedé zelf ontwikkeld. Van hieruit zou het tot de 13e eeuw duren voordat de techniek zich over Nederland verspreidde. Een van de oudste stenen woonhuizen van Nederland is De Moriaan in de binnenstad van 's-Hertogenbosch, dat mogelijk tussen 1220 en 1230 gebouwd is.

## Afmetingen
Als vuistregel geldt: hoe dikker de mop, hoe ouder. De oudste stenen hadden hetzelfde formaat als de tufstenen die uit de Eifel geïmporteerd werden. De lengte is gewoonlijk 30 tot 38 centimeter, de breedte 14 tot 18 en de hoogte 8 tot 12. Later ontstond een min of meer standaardformaat van 28,5 × 13,5 × 8,5 cm.
Bij het Haagse Binnenhof is een 13e-eeuwse muur gevonden van twee kloostermoppen breed. De stenen hadden een verhouding van ruwweg: 4 × 2 × 1; een meting kwam uit op 31 × 15 × 7,5 cm.